# Gabriela Ortiz
Pour les articles homonymes, voir Ortiz.
Gabriela Ortiz (née le 20 décembre 1964 à Mexico) est une compositrice mexicaine de musique contemporaine. Son album « Revolución diamantina featuring Los Angeles Philharmonic, Gustavo Dudamel, and Maria Duenas », sorti en 2024, a été nommé pour quatre prix aux Grammys de 2025 et en a reçu trois, dont celui de la meilleure composition classique contemporaine.

## Biographie
Les parents de Gabriela Ortiz faisaient partie d'un groupe de musique traditionnelle latino-américaine.
Elle étudie la musique à la faculté de musique de l'université nationale autonome du Mexique, où elle est l'élève de Federico Ibarra Groth et au Conservatoire national de musique auprès de Mario Lavista. Elle étudie le piano à la Guildhall School of Music and Drama de Londres, puis la musique et la composition de lire et d'articles à la City University. Elle enseigne à la faculté de musique de l'université nationale autonome du Mexique.
Sa musique s'inspire de la musique populaire et folklorique, mais en faisant usage des possibilités de la musique contemporaine (jeux sur la tonalité, les rythmes et les dissonances). Elle a aussi composé la musique de quelques films, comme Por la libre de Juan Carlos de Llaca, avec Osvaldo Benavides.

## Œuvres
- Divertimento (1985) pour clarinette seule
- Patios (1988) pour orchestre
- Cuarteto n.º 1 (1988)
- Río de mariposas, pour deux harpes et tambour d'acier
- Huitzil (1989) para flûte à bec
- Five Microetudes, pour bande (1992)
- Concierto Candela (1993) pour orchestre et percussion
- Concierto Candeal, pour percussions (1993)
- El trompo, pour vibraphone et bande (1994)
- Atlas-Pumas (1995) pour marimba et violon
- Río de mariposas (1995) pour deux harpes et steeldrum
- Altar de neón, pour quatuor de percussions et orchestre de chambre (1995)
- Zócalo-Bastilla (1996)
- Altar de Muertos, pour quatuor à cordes et bande (1996)
- Puzzle-tocas, para quintette à vent (2002)
- Altar de Piedra, concertante para percusiones y orquesta en tres movimientos (2003)
- Symphonie chorale Luz de lava, commandée par l'université nationale autonome du Mexique pour son centenaire (2010)